# Pipaluckbolaget
Pipaluckbolaget (stavningen Pippaluckbolaget förekom första året) startades 1981 i Eskilstuna av Kulturföreningen AllKonst. Skivutgivningen bestod mest av punk och "ny våg". Den största försäljningsframgången var Lolita Pops debutalbum, Falska Bilder. Skivutgivningen upphörde 1986. Kulturföreningen AllKonst skänkte alla skivrättigheter och restlagret 2008 till Undefined Sounds.

## Diskografi LP-skivor
- PLP 01  / 1981 / Aktiv PR: Samlingsskiva med Eskilstunaband
- PLP 02  / 1982 / Lolita Pop: Falska Bilder
- PLP 03  / 1983 / Blues around the clock (Mälardalsblues Vol 1)
- PLP 04  / 1983 / Gå Å Bada: (ej ännu utgiven)
- PLP 05  / 1983 / Memento Mori: Jag....Snäll
- PLP 06  / 1984 / Under Ika: Sno från dom rika
- MNWP135 / 1984 / Memento Mori: Detta är paradiset (samprod MNW/Pipaluck)
- PLP 08  / 1985 / Pablo Pablo
- PLP 09  / 1985 / HaiFi (utgiven på underetiketten PUCK)

## Diskografi Singelskivor
- AL-1s / 1979 / Allan Ladds: 13 år
- PLS 02 / 1981 / Allan Ladds: 1981
- PLS 03 / 1981 / Lolita Pop: Kärlekens pedaler/Guld
- PLS 04 / 1981 / Allan Ladds: Manipulera
- PLS 05 / 1982 / Kontaktlim: Kom igen
- PLS 06 / 1982 / Slagna Hjältar: Hummer
- PLS 07 / 1982 / Object (outgiven)
- PLS 08 / 1982 / Tom Kollo & the Kollokids: Masken (outgiven)
- PLS 09 / 1983 / Memento Mori: Spegeln
- MNWS84 / 1983 / Memento Mori: Pulserande Väggar (samprod MNW/Pipaluck)
- PLS 10 / 1986 / Under Ika: Förstöra / Cabaret Camouflage